# منى برنس
منى برنس هي كاتبة، وروائية، ومترجمة، وأكاديمية مصرية وُلدت بمحافظة القاهرة عام 1970، وتخرجت في قسم اللغة الإنجليزيّة وآدابها بكلية الآداب في جامعة عين شمس.

## مسيرتها المهنية
تخرّجت منى برنس من قسم اللغة الإنجليزية وآدابها في كلية الآداب بجامعة عين شمس، وحصلت منها على درجة الماجستير، ثم درجة الدكتوراه في الأدب الإنجليزى عام 2004، ثم عملت كأستاذة في كلية الآداب بجامعة القاهرة فرع الفيوم ثم في كلية التربية بجامعة قناة السويس.
حولت جامعة قناة السويس الدكتورة منى برنس للتحقيق في عام 2017 على خلفية نشرها لمقاطع مصوّرة عبر شبكة الإنترنت على صفحتها الشخصية على موقع التواصل الاجتماعي فيسبوك. إذ رأت إدارة الجامعة أن هذه المقاطع لا تليق بأحد أعضاء هيئة التدريس بل وتسيء للجامعة، كما اتهمها البعض بازدراء الأديان أمام الطلاب. استمر التحقيق نحو 14 شهرا وقررت إدارة الجامعة في النهاية عزل الدكتورة منى برنس من وظيفتها بالجامعة.
وفي ١٢ سبتمبر ٢٠٢٢ صدر قرار نهائي من المحكمة الإدارية العليا بعزلها من وظيفتها الجامعية لما صدر منها واعتبر إهانة لزميلاتها في الجامعة 

## كتاباتها ومؤلفاتها
كتبت منى برنس الكثير من المقالات في عدد من الصحف والمجلات والمواقع الإلكترونية، كما نُشرت لها العديد من الترجمات والمؤلفات التي تنوّعت ما بين الكتب، والروايات، والمجموعات القصصية، ومنها:

### المؤلفات
- ثلاث حقائب للسفر (رواية): صدرت عام 1998 عن مركز الحضارة العربية للنشر والتوزيع بالقاهرة.[6]
- قطعة الطين الأخيرة (مجموعة قصصية): صدرت عام 2000 عن دار المسار للدراسات الاقتصادية والنشر بالقاهرة.[7]
- إني أحدثك لترى (رواية): صدرت عام 2008 عن دار ميريت للنشر والتوزيع بالقاهرة.[8]
- اسمي ثورة - 18 يوما من حياة امرأة مصرية في ميدان التحرير: صدر الكتاب أولًا باللغة الإنجليزية عام 2012 عن منشورات الجامعة الأمريكية بالقاهرة، ثم صدرت النسخة العربية من ترجمة سامية محرز.[9]
- حياة ومغامرات الدكتورة م: صدر عام 2015 عن دار الشروق للنشر والتوزيع بالقاهرة.[10]
- قصر نظر رائع بطريقة أخرى (مجموعة قصصية)

### التراجم
- الذاكرة والحداثة - الثقافة الشعبية في أمريكا اللاتينية: هو كتاب للمؤلف الأمريكي ويليام رو، صدر عام 2005 عن المجلس الأعلى للثقافة بالقاهرة ضمن المشروع القومي للترجمة.[11]

## الجوائز والتكريمات
حظيت الدكتورة منى برنس بتكريم العديد من الجهات المحلية والعربية، وحصلت على عدة جوائز أدبية من أهمها:
- جائزة مسابقة الشارقة لإبداع المرأة العربية عام 2000 عن مجموعتها القصصية «قطعة الطين الأخيرة».

## انتقادات
أثارت الدكتورة منى برنس، الأستاذة الجامعية المصرية، جدلًا واسعًا بعد نشرها صورة تُظهر لقاءها مع مسؤولين إسرائيليين، تأتي هذه الواقعة بعد سلسلة من التصرفات المثيرة للجدل من قبلها، بما في ذلك نشرها مقاطع فيديو ترقص فيها وصور بملابس غير لائقة، مما أدى إلى انتقادات حادة من المجتمع المصري والعربي. يُشار إلى أن منى برنس تم تعيينها في جامعة السويس عام 1999، وقال رئيس الجامعة إنها لم تقم بالتقدم لأي ترقية جامعية في آخر 12 عامًا. وفي 12 سبتمبر 2022 صدر قرار نهائي من المحكمة الإدارية العليا بعزلها من وظيفتها الجامعية لما صدر منها من أشياء تعارض أخلاقيات المهنية الجامعية.